# ECHL 2019/20
Die Saison 2019/20 war die 33. Spielzeit der ECHL (früher East Coast Hockey League genannt). Alle 26 Mannschaften sollten in der regulären Saison, die ursprünglich vom 11. Oktober 2019 bis zum 5. April 2020 ausgetragen werden sollte, je 72 Spiele bestreiten. Aufgrund der Pandemie des Corona-Virus wurde die Saison jedoch am 14. März 2020 abgebrochen.

## Teamänderungen
- Die Manchester Monarchs stellten den Spielbetrieb ein.

## Reguläre Saison
| Adirondack |

| Brampton |

| Maine |

| Reading |

| Worcester |

| Atlanta |

| Florida |

| Greenville |

| Jacksonville |

| Norfolk |

| Orlando |

| South Carolina |

| Cincinnati |

| Fort Wayne |

| Indy |

| Kalamazoo |

| Toledo |

| Wheeling |

| Allen |

| Idaho |

| Kansas City |

| Rapid City |

| Tulsa |

| Utah |

| Wichita |

| \| Newfoundland \| |
| Newfoundland       |

| Newfoundland |

### Abschlusstabellen
Abkürzungen: GP = Spiele, W = Siege, L = Niederlagen, OTL = Niederlage nach Overtime, SOL = Niederlage nach Shootout, GF = Erzielte Tore, GA = Gegentore, Pts = Punkte

#### Eastern Conference
| North Division        | GP | W  | L  | OTL | SOL | GF  | GA  | Pts |
| --------------------- | -- | -- | -- | --- | --- | --- | --- | --- |
| Newfoundland Growlers | 60 | 42 | 17 | 0   | 1   | 240 | 177 | 85  |
| Reading Royals        | 60 | 37 | 17 | 5   | 1   | 218 | 176 | 80  |
| Brampton Beast        | 62 | 34 | 25 | 3   | 0   | 229 | 206 | 71  |
| Maine Mariners        | 62 | 32 | 26 | 3   | 1   | 182 | 186 | 68  |
| Adirondack Thunder    | 63 | 22 | 28 | 8   | 5   | 197 | 219 | 57  |
| Worcester Railers     | 61 | 21 | 36 | 4   | 0   | 161 | 230 | 46  |

| South Division           | GP | W  | L  | OTL | SOL | GF  | GA  | Pts |
| ------------------------ | -- | -- | -- | --- | --- | --- | --- | --- |
| South Carolina Stingrays | 62 | 44 | 14 | 3   | 1   | 216 | 147 | 92  |
| Florida Everblades       | 62 | 43 | 13 | 4   | 2   | 227 | 156 | 92  |
| Greenville Swamp Rabbits | 64 | 29 | 30 | 4   | 1   | 210 | 226 | 63  |
| Atlanta Gladiators       | 61 | 29 | 28 | 2   | 2   | 200 | 230 | 62  |
| Orlando Solar Bears      | 62 | 27 | 29 | 5   | 1   | 170 | 180 | 60  |
| Jacksonville Icemen      | 60 | 24 | 29 | 6   | 1   | 173 | 206 | 55  |
| Norfolk Admirals         | 60 | 14 | 38 | 8   | 0   | 149 | 248 | 36  |

#### Western Conference
| Central Division    | GP | W  | L  | OTL | SOL | GF  | GA  | Pts |
| ------------------- | -- | -- | -- | --- | --- | --- | --- | --- |
| Cincinnati Cyclones | 63 | 38 | 17 | 7   | 1   | 196 | 161 | 84  |
| Toledo Walleye      | 59 | 37 | 17 | 4   | 1   | 225 | 163 | 79  |
| Fort Wayne Komets   | 62 | 31 | 23 | 6   | 2   | 218 | 220 | 70  |
| Indy Fuel           | 60 | 30 | 26 | 2   | 2   | 195 | 175 | 64  |
| Kalamazoo Wings     | 61 | 23 | 30 | 7   | 1   | 194 | 241 | 54  |
| Wheeling Nailers    | 59 | 24 | 30 | 5   | 0   | 163 | 206 | 53  |

| Mountain Division     | GP | W  | L  | OTL | SOL | GF  | GA  | Pts |
| --------------------- | -- | -- | -- | --- | --- | --- | --- | --- |
| Allen Americans       | 62 | 40 | 14 | 6   | 2   | 247 | 195 | 88  |
| Idaho Steelheads      | 61 | 36 | 18 | 3   | 4   | 168 | 155 | 79  |
| Utah Grizzlies        | 62 | 34 | 17 | 7   | 4   | 207 | 164 | 79  |
| Tulsa Oilers          | 63 | 29 | 26 | 7   | 1   | 199 | 196 | 66  |
| Rapid City Rush       | 60 | 29 | 25 | 5   | 1   | 181 | 200 | 64  |
| Wichita Thunder       | 62 | 24 | 30 | 8   | 0   | 181 | 233 | 56  |
| Kansas City Mavericks | 61 | 24 | 32 | 4   | 1   | 167 | 217 | 53  |

### Beste Scorer
Abkürzungen: GP = Spiele, G = Tore, A = Assists, Pts = Punkte, +/− = Plus/Minus, PIM = Strafminuten; Fett: Saisonbestwert
| Spieler          | Team                  | GP | G  | A  | Pts | +/− | PIM |
| ---------------- | --------------------- | -- | -- | -- | --- | --- | --- |
| Josh Kestner     | Toledo Walleye        | 58 | 33 | 40 | 73  | +23 | 44  |
| David Vallorani  | Brampton Beast        | 62 | 31 | 40 | 71  | +22 | 18  |
| Tyler Sheehy     | Allen Americans       | 47 | 26 | 44 | 70  | +11 | 4   |
| Jesse Schultz    | Cincinnati Cyclones   | 62 | 25 | 39 | 64  | +22 | 41  |
| Brady Ferguson   | Newfoundland Growlers | 57 | 24 | 39 | 63  | +21 | 22  |
| Shane Berschbach | Toledo Walleye        | 56 | 20 | 43 | 63  | +20 | 17  |
| Brady Shaw       | Fort Wayne Komets     | 48 | 27 | 35 | 62  | +15 | 48  |
| Tim McGauley     | Utah Grizzlies        | 49 | 20 | 42 | 62  | +35 | 15  |
| Daniel Leavens   | Brampton Beast        | 60 | 26 | 34 | 60  | +25 | 38  |
| Brett McKenzie   | Fort Wayne Komets     | 56 | 23 | 37 | 60  | +10 | 49  |

Die beste Plus/Minus-Statistik erreichte Ben Masella von den Florida Everblades mit einem Wert von +40. Ferner verzeichnete Alex Breton von den Allen Americans ebenfalls 44 Assists.

### Beste Torhüter
Die kombinierte Tabelle zeigt die jeweils drei besten Torhüter in den Kategorien Gegentorschnitt und Fangquote sowie die jeweils Führenden in den Kategorien Shutouts und Siege.
Abkürzungen: GP = Spiele, TOI = Eiszeit (in Minuten), W = Siege, L = Niederlagen, OTL = Overtime-Niederlagen, GA = Gegentore, SO = Shutouts, Sv% = gehaltene Schüsse (in %), GAA = Gegentorschnitt; Fett: Saisonbestwert
Es werden nur Torhüter erfasst, die mindestens 1440 Minuten absolviert haben. Sortiert nach bestem Gegentorschnitt.
| Spieler              | Team                     | GP | TOI  | W  | L | OTL | GA | SO | Sv%  | GAA  |
| -------------------- | ------------------------ | -- | ---- | -- | - | --- | -- | -- | ---- | ---- |
| Tomas Sholl          | Idaho Steelheads         | 41 | 2465 | 28 | 8 | 5   | 88 | 5  | 92,4 | 2,14 |
| Parker Milner        | South Carolina Stingrays | 30 | 1772 | 20 | 6 | 3   | 65 | 7  | 92,3 | 2,20 |
| Ukko-Pekka Luukkonen | Cincinnati Cyclones      | 23 | 1338 | 12 | 7 | 3   | 50 | 3  | 91,2 | 2,24 |
| Logan Thompson       | South Carolina Stingrays | 32 | 1922 | 23 | 8 | 1   | 72 | 3  | 92,9 | 2,25 |
| Billy Christopoulos  | Toledo Walleye           | 30 | 1832 | 24 | 3 | 3   | 70 | 1  | 93,2 | 2,29 |
| Zachary Fucale       | Orlando Solar Bears      | 24 | 1322 | 10 | 8 | 4   | 52 | 4  | 92,8 | 2,36 |

## Auszeichnungen

### Vergebene Trophäen
| Auszeichnung                                                                   | Spieler         | Team                     |
| ------------------------------------------------------------------------------ | --------------- | ------------------------ |
| John Brophy Award Bester Trainer                                               | Steve Bergin    | South Carolina Stingrays |
| ECHL Most Valuable Player Bester Spieler der regulären Saison                  | Josh Kestner    | Toledo Walleye           |
| Kelly Cup Playoffs Most Valuable Player Bester Spieler der Playoffs            | nicht vergeben  | nicht vergeben           |
| ECHL Rookie of the Year Bester Rookie der regulären Saison                     | Tyler Sheehy    | Allen Americans          |
| ECHL Goaltender of the Year Bester Torwart der regulären Saison                | Tomas Sholl     | Idaho Steelheads         |
| ECHL Defenseman of the Year Bester Verteidiger der regulären Saison            | Alex Breton     | Allen Americans          |
| ECHL Leading Scorer Bester Scorer der regulären Saison                         | Josh Kestner    | Toledo Walleye           |
| ECHL Plus Performer Award Spieler mit der besten Plus/Minus-Bilanz             | Ben Masella     | Florida Everblades       |
| ECHL Sportsmanship Award Hoher sportlicher Standard und vorbildliches Benehmen | Spencer Watson  | Indy Fuel                |
| ECHL General Manager of the Year Award Bester General Manager der Saison       | Steve Martinson | Allen Americans          |
| Kelly Cup Gewinner der ECHL-Playoffs                                           | nicht vergeben  | nicht vergeben           |
| Henry Brabham Cup Bestes Team der regulären Saison                             | nicht vergeben  | nicht vergeben           |
| E. A. „Bud“ Gingher Memorial Trophy Bestes Team der Eastern Conference         | nicht vergeben  | nicht vergeben           |
| Bruce Taylor Trophy Bestes Team der Western Conference                         | nicht vergeben  | nicht vergeben           |

### All-Star-Teams
| First All-Star Team | First All-Star Team                           |
| ------------------- | --------------------------------------------- |
| Angriff:            | Josh Kestner – Tyler Sheehy – David Vallorini |
| Verteidigung:       | Alex Breton – Logan Roe                       |
| Tor:                | Tomas Sholl                                   |

| Second All-Star Team | Second All-Star Team                          |
| -------------------- | --------------------------------------------- |
| Angriff:             | Brady Ferguson – Tim McGauley – Jesse Schultz |
| Verteidigung:        | Eric Knodel – Miles Liberati                  |
| Tor:                 | Parker Milner                                 |

| All-Rookie Team | All-Rookie Team                                |
| --------------- | ---------------------------------------------- |
| Angriff:        | Samuel Asselin – Justin Brazeau – Tyler Sheehy |
| Verteidigung:   | Justin Baudry – Joseph Duszak                  |
| Tor:            | Billy Christopoulos                            |